# Matthias Goebel
Matthias Goebel (* 1978 in Soest) ist ein deutscher Jazzmusiker (Vibraphon, Schlagwerk, Komposition).
Goebel wurde schon früh an die klassische Musik und das Klavier herangeführt. Als Jugendlicher wendete er sich der Popmusik zu und spielte als Schlagzeuger in regionalen Bands. Seit 2000 absolvierte er ein Musikstudium an der Hochschule für Musik und Tanz Köln bei Mathias Haus und Christian Roderburg, das er durch ein Privatstudium in New York ergänzte.
Als Grenzgänger zwischen Klassik, Jazz und Pop entwickelte Goebel eine eigene kompositorische Handschrift. Er gründete eigene Gruppen. Daneben lehrt er Body-Percussion sowie Didaktik an der Musikhochschule Köln, Abteilung Wuppertal. Gemeinsam mit Tony Miceli leitete er 2017 das Wuppertaler Festival Spring Vibes.

## Diskographische Hinweise
- Places We Need...Brahlshagen (Jazzsick 2013, mit Philipp van Endert, André Nendza, Yonga Sun)
- Benjamin Leuschner/Matthias Goebel Two/One (in-akustik 2010)[1]
- Q-Train, Brooklyn Bounce (Jazzsick 2009, mit Philipp van Endert, André Nendza, Kurt Billker)